# Zamarada pringlei
Zamarada pringlei là một loài bướm đêm trong họ Geometridae.